# Vrbanj
Vrbanj falu Horvátországban, Split-Dalmácia megyében. Közigazgatásilag Stari Gradhoz tartozik.

## Fekvése
Splittől légvonalban 41 km-re délkeletre, Stari Grad városától légvonalban 4, közúton 6 km-re délkeletre, a Hvar-sziget középnyugati részén, a Starogradi-mező feletti dombos területen fekszik. 

## Története
Neve a fűzfa horvát nevéből a vrbából származik és fűzfákkal benőtt helyet jelöl. Kedvező földrajzi fekvése miatt területe már az ókorban lakott volt. A település felett találhatók Gračišće illír eredetű várának maradványai. Magán a településen is római leletek kerültek elő. Közvetlen közelében a Hum-hegyen történelem előtti halomsír és a Szent Vid tiszteletére szentelt római kori templom maradványai találhatók. A horvátok ősei a 8. században érkeztek erre a vidékre. Stari Grad és Pitve mellett Vrbanj az egyik ősi törzsi és zsupáni székhely volt. A 11. században a neretvánok területeivel együtt a középkori Horvát Királyság részét képezte. Ezután felváltva hol a horvát-magyar királyok, hol a bizánci császárok, hol a velenceiek uralma alatt volt. A középkorban is folyamatosan lakott volt. A 14. és 15. században lakói főként hajóépítéssel foglalkoztak, mely nagyban hozzájárult fejlődéséhez. 1420-ban Dalmáciával együtt több évszázadra velencei fennhatóság alá került. 1475-ben saját plébánost kapott, mely az első helyi plébánosi kinevezés volt a szigeten. A 15. században Vrbanj lakói népesítették be a tengerparti Vrboska területét. Vrbanji születésű volt az 1510-es hvari felkelés kirobbantója Matija Ivanić. Emlékére a település központjában emlékparkot létesítettek. A velencei uralomnak 1797-ben vége szakadt és osztrák csapatok vonultak be Dalmáciába. 1806-ban a sziget az osztrákokat legyőző franciák uralma alá került, de Napóleon lipcsei veresége után újra az osztrákoké lett. 1857-ben 875, 1910-ben 1243 lakosa volt. A település 1918-ban az új szerb-horvát-szlovén állam, majd később Jugoszlávia része lett. A II. világháború után a szocialista Jugoszláviához került. 1991-től a független Horvátország része. 2011-ben 498 lakosa volt.

## Népesség

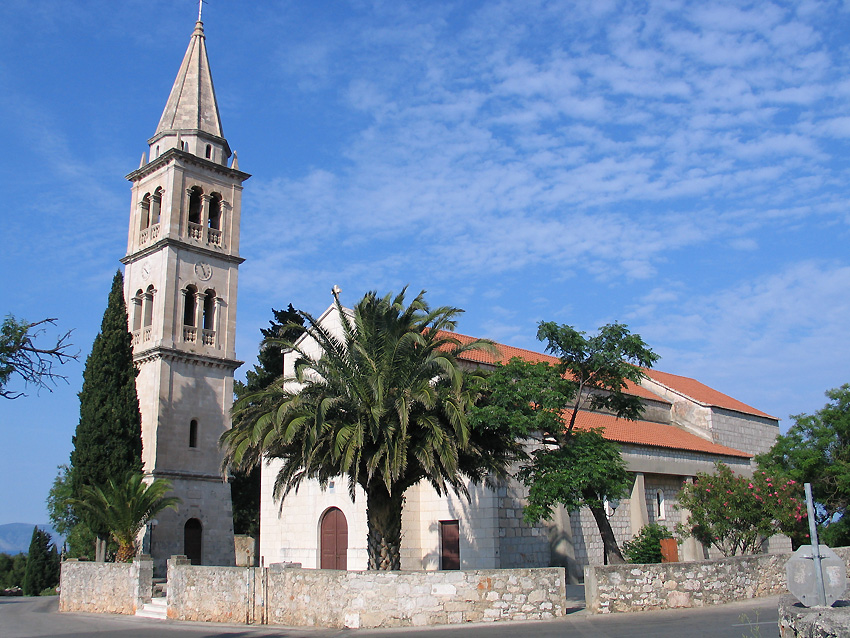
A Szentlélek plébániatemplom

| Lakosság változása | Lakosság változása | Lakosság változása | Lakosság változása | Lakosság változása | Lakosság változása | Lakosság változása | Lakosság változása | Lakosság változása | Lakosság változása | Lakosság változása | Lakosság változása | Lakosság változása | Lakosság változása | Lakosság változása | Lakosság változása |
| ------------------ | ------------------ | ------------------ | ------------------ | ------------------ | ------------------ | ------------------ | ------------------ | ------------------ | ------------------ | ------------------ | ------------------ | ------------------ | ------------------ | ------------------ | ------------------ |
| 1857               | 1869               | 1880               | 1890               | 1900               | 1910               | 1921               | 1931               | 1948               | 1953               | 1961               | 1971               | 1981               | 1991               | 2001               | 2011               |
| 875                | 933                | 1.024              | 1.267              | 1.391              | 1.243              | 1.264              | 1.180              | 991                | 1.006              | 966                | 786                | 661                | 595                | 489                | 498                |

## Nevezetességei
- A településtől délkeletre emelkedő magaslaton találhatók Gračišće illír várának maradványai.

- A Vrbanj és Dol között emelkedő Hum-hegyen nagyméretű kőhalom[4] található, mely egy illír vár vagy halomsír maradványa lehet. Ettől némileg nyugatra egy templom helyenként emeletnyi magasságban megmaradt romjai találhatók. A templom, melyet Szent Vid tiszteletére szenteltek a 9. – 11. században épült korai román stílusban. Egyhajós, négyszögletes alaprajzú épület volt félköríves apszissal. Fennmaradt északi oldalfalát három ívelt árkád tagolja, mely egykor dongaboltozatot tartott. A déli oldalfal csak mintegy fél méteres magasságban áll. A templom a közép-dalmáciai kora román templomépítészet jellegzetességeit viseli. 1395-ben szerepel először írásos forrásban, de a 16. században már biztosan elhagyatottan állt, mert 1579-ben a Valerius nevű egyházi vizitátor nem említi. A Županić, a Slavogost és a Kušić családok voltak a hűbérurai.

- A Szentlélek tiszteletére szentelt plébániatemploma[5] a Svirče és Vrboska felé menő utak kereszteződésében áll. Már a 15. században állt e helyen egy Szentlélek templom. A mai templomot 1793-ban szentelték fel. Nagyméretű, háromhajós épület négyszögletes apszissal. Homlokzatát három kapuportál és öt magas, keskeny ablak tagolja. A hajókat négyszögletes pilaszterek és boltívek választják el egymástól. A hajók boltozottak, a főhajó csúcsíves-, a mellékhajók keresztboltozattal rendelkeznek. A templom mellett különálló harangtorony áll, melyet 1900-ban építettek. Az oltárok márványból készültek a 18. században. A főoltár képe a Szentlélek eljövetelét ábrázolja, Baldassare d'Anna alkotása. Mely egykor a hvari domonkos templomban állt. Szűz Mária képe a 17. – 18. században készült. A Szent Miklós oltáron álló Irgalmas Szűzanya képet és a 18. századi gyertyatartókat a Šćedro-sziget kolostorából hozták át ide.

- Szent Kozma és Damján vértanúk tiszteletére szentelt kápolnája[6] az új temetőtől északra, a Starogradsko-mező fölött áll. Az egyhajós, négyszögletes alaprajzú és apszisú épületet 14. században építették. Homlokzata egyszerű, felette pengefalú harangtorony magasodik. Tetőzetét kőlapokkal fedték.

- A település központjában a tér közelében áll a Szent Liberatus kápolna. Egyhajós, négyszögletes alaprajzú és négyszögletes apszisú épület. Bejárata felett körablak, felül kis harangépítmény látható. Tetőzetét a hagyományos kőlapokkal fedték.

- Vrbanj felett a Jelsa felé vezető út mellett található a Szent Mihály kápolna. Apszis és harangtorony nélküli négyszög alaprajzú, egyszerű épület. Homlokzatán szokatlan módon halálfejet ábrázoló dombormű, felül pedig kőkereszt látható.

- A Kraljevi dvori kastélyt[7] a Matija Ivanić vezette 1510-es felkelés központjának tartják. Mára romos állapotú, egyszintes épületegyüttes. A központban található a ház, amelyet Matija Ivanićnak, a 16. századi hvari népfelkelés vezetője szülőhelyének tartanak egyenetlen méretű faragott kövekből épült. Földszinti részből és tetőtérből állt. Az összeomlott nyeregtetőt egykor kőlapok borították. A földszint bejárata íves, mely fölé 1974-ben emléktáblát állítottak. Vrbanj egyik legrégibb épületegyüttese, mely mivel Matija Ivanićhoz kötődik, rendkívül fontos objektum Hvar szigetének történetében.

## Híres emberek
- Jakov Bratanić festőművész, művészettörténész
- Matija Ivanić az 1510-es népfelkelés vezére
- Pere Ljubić költő, esszéíró
- Jakša Račić orvos, politikus, Split város polgármestere
- Ljubo Stipišić zeneszerző, karmester
- Zlatan Stipišić Gibonni énekes
- Ante Tresić Pavičić költő, politikus

## Fordítás
Ez a szócikk részben vagy egészben  a   Vrbanj című horvát Wikipédia-szócikk ezen változatának fordításán alapul.  Az eredeti cikk szerkesztőit annak laptörténete sorolja fel. Ez a jelzés csupán a megfogalmazás eredetét és a szerzői jogokat jelzi, nem szolgál a cikkben szereplő információk forrásmegjelöléseként.